# Schweizerische Nationalbahn

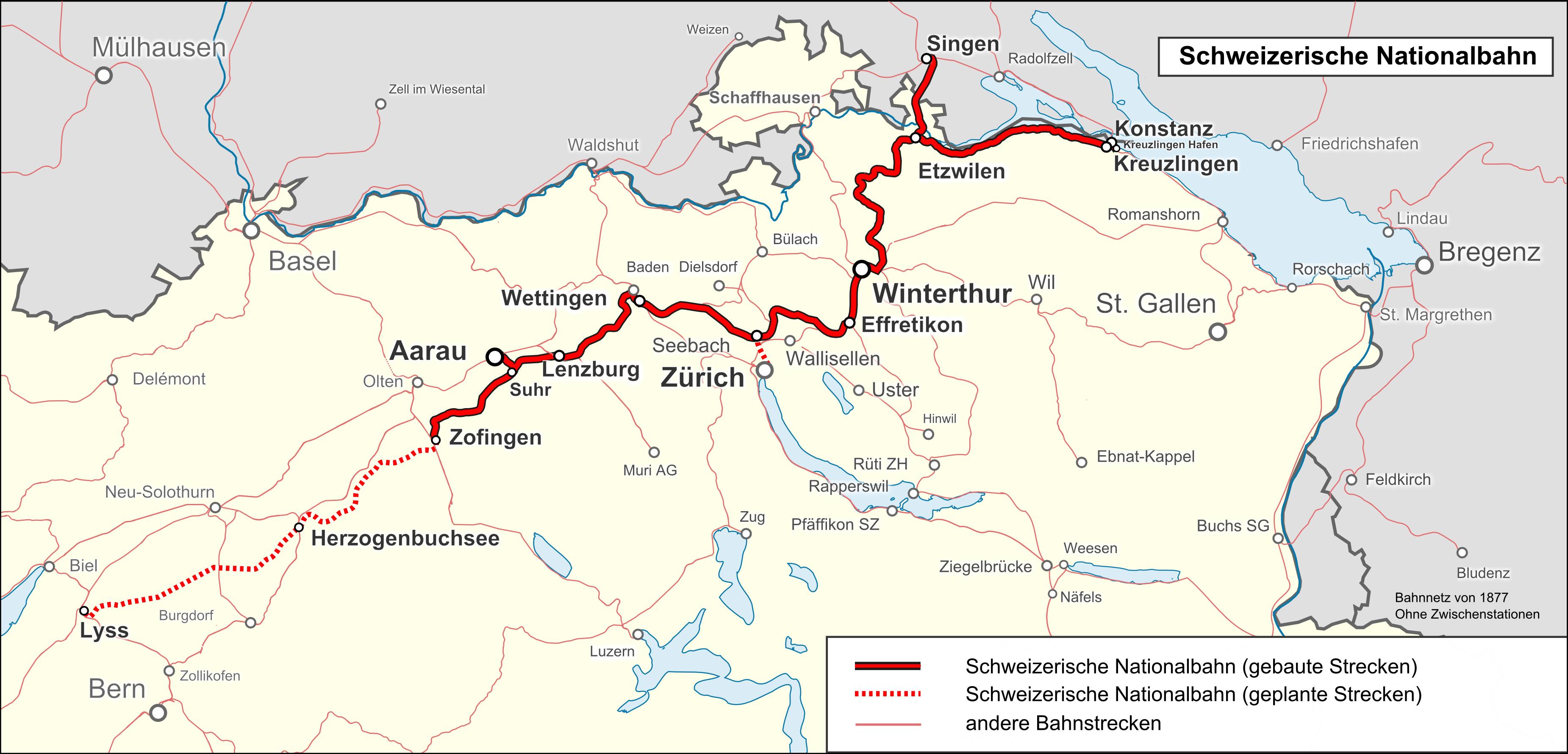
Streckennetz der Nationalbahn

Die Schweizerische Nationalbahn (SNB) war eine von 1875 bis 1880 bestehende Schweizer Eisenbahngesellschaft mit Sitz in Winterthur. Hervorgegangen aus den Vorgängergesellschaften «Winterthur–Singen–Kreuzlingen» und «Winterthur–Zofingen», strebte sie den Bau einer von Städten und Gemeinden finanzierten Hauptbahn vom Bodensee durch das Mittelland zum Genfersee an. Mit ihr sollte die marktbeherrschende Stellung der etablierten Privatbahnen gebrochen werden. Zuletzt reichte das 159 km lange normalspurige SNB-Streckennetz von Winterthur aus nordostwärts nach Kreuzlingen und Singen (Hohentwiel) sowie westwärts nach Aarau und Zofingen.
Die SNB war von politischer Einflussnahme durch die in Winterthur dominierende Demokratische Partei geprägt. Sie wollte den propagandistisch als «Herrenbahnen» bezeichneten privaten Gesellschaften eine «Volksbahn» entgegenstellen, die dem Gemeinwohl dient. Häufig führten die Strecken nicht den Tälern entlang, sondern schnitten sie an, was zu hohen Baukosten führte. Insbesondere die Schweizerische Nordostbahn und die Schweizerische Centralbahn behinderten die SNB massiv durch Konzessionierung und Bau paralleler oder abkürzender Strecken sowie mit übertrieben hohen Preisforderungen für die Nutzung bestehender Anlagen. So konnte beispielsweise gezielt die Anbindung des Stadtzentrums von Zürich verhindert werden.
Von Anfang an hatte die SNB mit finanziellen Problemen zu kämpfen. Der Bau des Streckennetzes fiel in die ersten Jahre der Grossen Depression, die durch den Gründerkrach ausgelöst worden war. Die Erträge aus dem Personen- und Güterverkehr blieben weit unter den Erwartungen. 1878 musste die SNB zwangsliquidiert werden, zwei Jahre später übernahm die Nordostbahn die Konkursmasse für etwa 14 % der ursprünglichen Investitionssumme. Städte und Gemeinden entlang den Strecken mussten bis weit ins 20. Jahrhundert hinein die von der SNB verursachten Schulden abzahlen.

## Ausgangslage

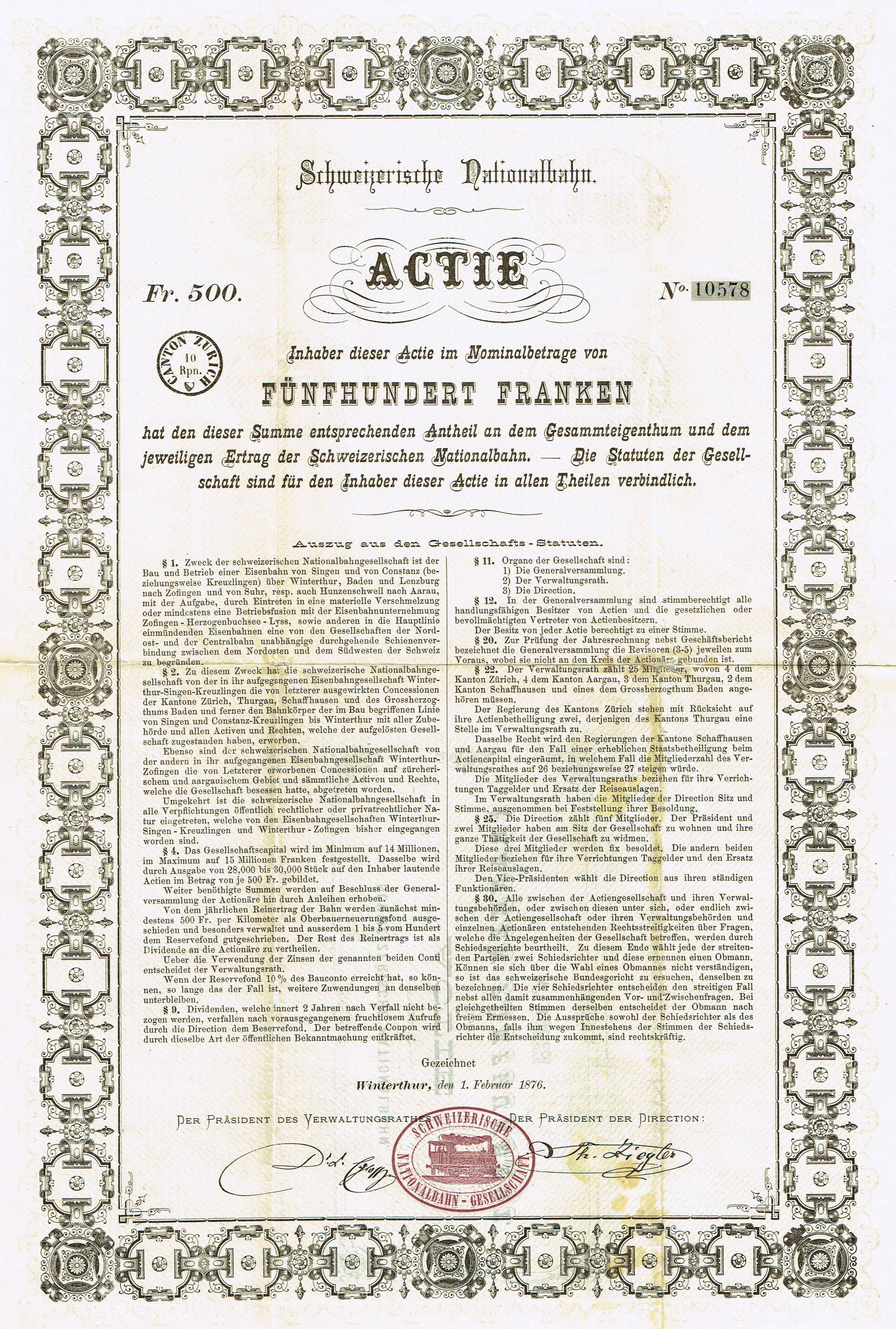
Aktie der Schweizerischen Nationalbahn vom 1. Februar 1876

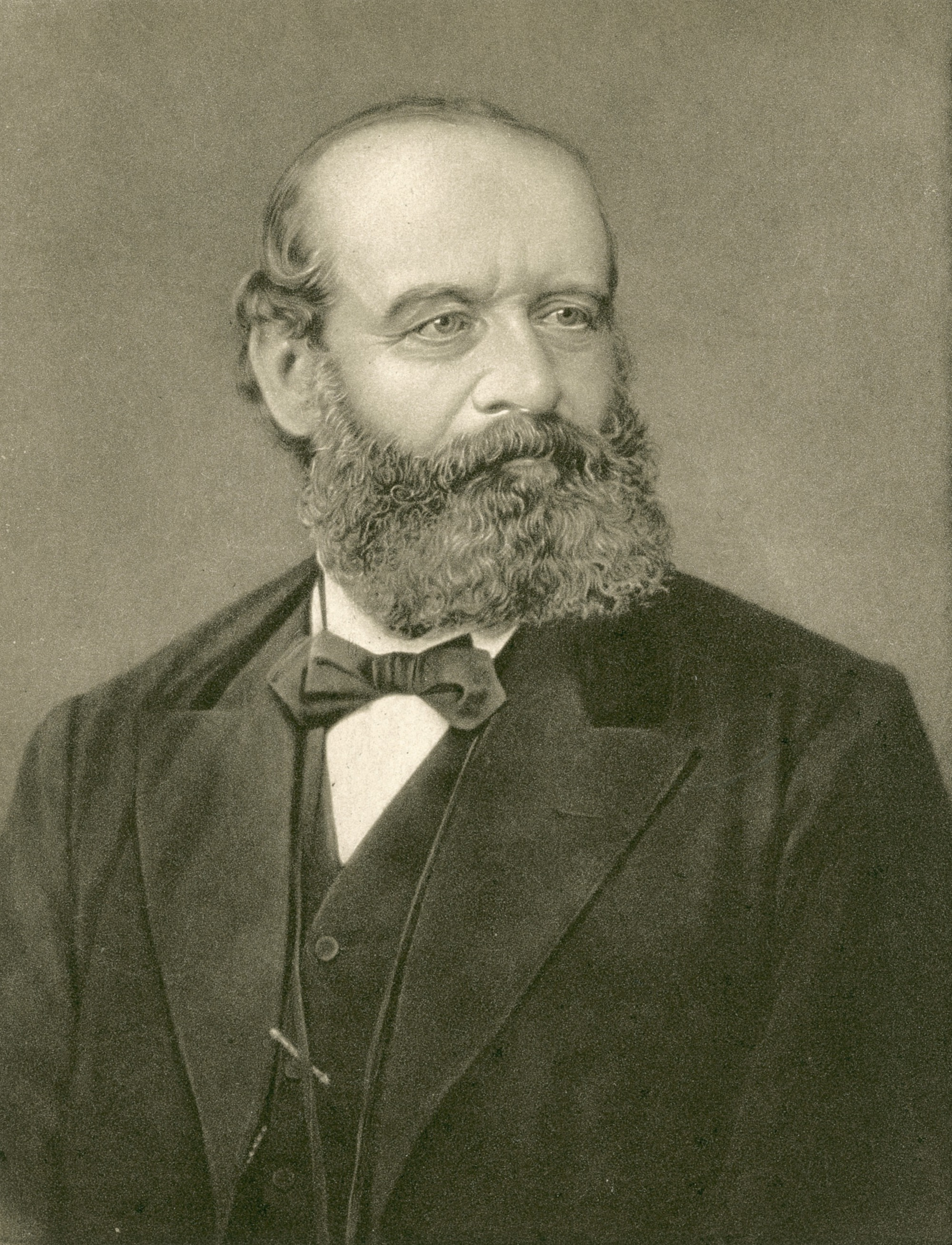
Alfred Escher

Bei der Gründung des Bundesstaates im Jahr 1848 war das Schweizer Bahnnetz nur 25 km lang. Der weitere Ausbau kam erst mit dem Inkrafttreten des Eisenbahngesetzes von 1852 in Schwung. Während der Beratungen neigte die Bundesversammlung anfänglich zu einer staatlichen Eisenbahn, die ein von Robert Stephenson entwickeltes Streckenkonzept umsetzen sollte. Es berücksichtigte nur wenige Regionen, weshalb die Bundesversammlung unter dem Einfluss von Alfred Escher entschied, das Eisenbahnwesen privaten Investoren zu überlassen. Die Kantone erhielten das Recht zur Erteilung von Konzessionen, während der Bund lediglich für die Regelung technischer Belange zuständig war. In der Folge vervielfachte sich das Schweizer Bahnnetz auf weitgehend unkoordinierte Weise und erreichte 1870 bereits eine Länge von 1335 km.
In der Nord- und Ostschweiz entstanden drei grosse Gesellschaften mit regionalen Monopolen: Die Schweizerische Nordostbahn (NOB), die unter der Kontrolle Eschers und der von ihm gegründeten Schweizerischen Kreditanstalt stand, die Schweizerische Centralbahn (SCB) im Besitz von Basler und Elsässer Banken sowie die Vereinigten Schweizerbahnen (VSB), die weitgehend mit französischem Kapital finanziert worden waren. Alfred Escher, ab 1871 auch Präsident der Gotthardbahn-Gesellschaft, war die unbestrittene Führungsfigur der radikal-liberalen Freisinnigen, der damals dominierenden politischen Strömung der Schweiz. Durch seine zahlreichen wirtschaftlichen und politischen Ämter besass der «Eisenbahnkönig» eine beispiellose Machtfülle, mit der er die Monopolstellung der drei grossen Gesellschaften verteidigte. Ersten Widerstand gegen dieses «System Escher» gab es 1857 mit der von Bundesrat Jakob Stämpfli, einem vehementen Befürworter der Staatsbahnidee, initiierten Gründung der Schweizerischen Ostwestbahn, die aber bereits vier Jahre später in Konkurs ging.
Im Kanton Zürich begünstigte die von Escher und seinen Verbündeten betriebene Wirtschaftspolitik einseitig die Kantonshauptstadt Zürich, während sich die Landgemeinden benachteiligt fühlten. Als Reaktion darauf entstand in den 1860er Jahren die demokratische Bewegung, die Staatsinterventionen, direkte Demokratie und soziale Reformen forderte. Ihre politischen Impulse gingen vor allem von der Stadt Winterthur aus. Der 1867 gegründeten linksliberalen Demokratischen Partei gelang es zwei Jahre später, die Kantonsverfassung in ihrem Sinne zu ändern. Sie stellte auch die Mehrheit im Kantonsrat und alle Sitze im Regierungsrat. Damit war es gelungen, Eschers politische Macht einzuschränken. 1872 verabschiedeten die Demokraten ein Gesetz, das es dem Kanton erlaubte, den Eisenbahnbau in bisher unberücksichtigt gebliebenen Gegenden finanziell zu unterstützen. Auf Bundesebene trugen sie im selben Jahr dazu bei, das Eisenbahngesetz zu revidieren. Es schaffte die Vorrechte der Privatbahngesellschaften zum Bau von «Prioritätslinien» ab, übertrug die Erteilung von Konzessionen an den Bund und führte einheitliche Beförderungs- und Tarifbedingungen ein, die der jeweils kürzesten Verbindung zwischen zwei Bestimmungsorten den Vorrang gaben.

## Winterthurer Ambitionen

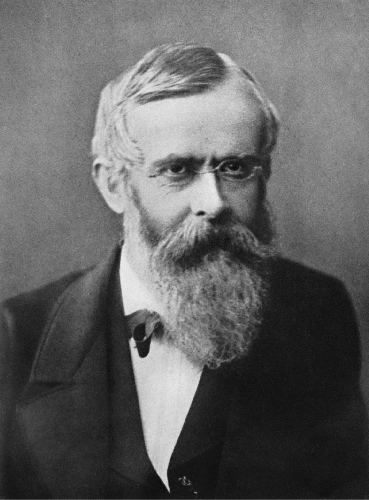
Johann Jakob Sulzer

Winterthur wurde in den 1860er Jahren von NOB-Strecken nach Zürich, Romanshorn und Schaffhausen erschlossen; hinzu kam eine VSB-Strecke in Richtung St. Gallen. Einflussreiche Winterthurer Demokraten empfanden dies als Bevorzugung Zürichs. Ständerat und Stadtpräsident Johann Jakob Sulzer, ein grosser Rivale Eschers, skizzierte 1863 ein «Winterthurer Eisenbahnprogramm». Demnach sollte die Stadt der Mittelpunkt einer möglichst direkten «Weltbahn» von Paris nach Konstantinopel werden; über Rapperswil war auch die Anbindung an eine alpenquerende Splügenbahn nach Italien vorgesehen. Daraus wurde jedoch nichts: 1871 strich der Stadtrat einerseits die Finanzierung der geplanten Strecke Winterthur–Wetzikon angesichts der zu erwartenden Konflikte mit den VSB im Zürcher Oberland und in der Linthebene. Andererseits beanspruchte die NOB die Konzession der Bahnstrecke Winterthur–Koblenz für sich und machte dabei das im Eisenbahngesetz von 1852 verankerte «Anschlussprivileg» geltend, obwohl sie die Strecke eigentlich für unrentabel hielt. Die Wege in die Alpen und nach Basel waren somit für eine Winterthurer Bahngesellschaft versperrt.
Sulzer entwickelte zu Beginn des Jahres 1872 die Vision einer durchgehenden Nationalbahn von Kreuzlingen am Bodensee bis nach Vevey am Genfersee, wiederum mit Winterthur als betrieblichem Mittelpunkt. Sie sollte von den zu erschliessenden Städten und Gemeinden finanziert werden, als «Volksbahn» dem Gemeinwohl dienen, den privaten «Herrenbahnen» Konkurrenz machen und diese langfristig in die Knie zwingen. Salomon Bleuler, Nationalrat und Verleger der einflussreichen Winterthurer Zeitung Der Landbote, begleitete das Vorhaben propagandistisch. In aggressiven, oft auch überschwänglichen und bombastischen Artikeln warf er den Privatbahnen vor, mit ihren Monopolen die Unabhängigkeit der Staatsgewalt zu gefährden. Nicht länger dürfe an ausländischen Börsen über die Schweizer Eisenbahnpolitik bestimmt werden. Ausserdem versprach er tiefe Preise und hohe Renditen. Theodor Ziegler, der Winterthurer Stadtschreiber, sollte Sulzers Vision in die Tat umsetzen. Am 12. Juli 1872 konstituierte sich die «Eisenbahngesellschaft Winterthur–Singen–Kreuzlingen» (WSK) mit Sulzer als Präsident des Verwaltungsrates und Ziegler als Direktionspräsident.

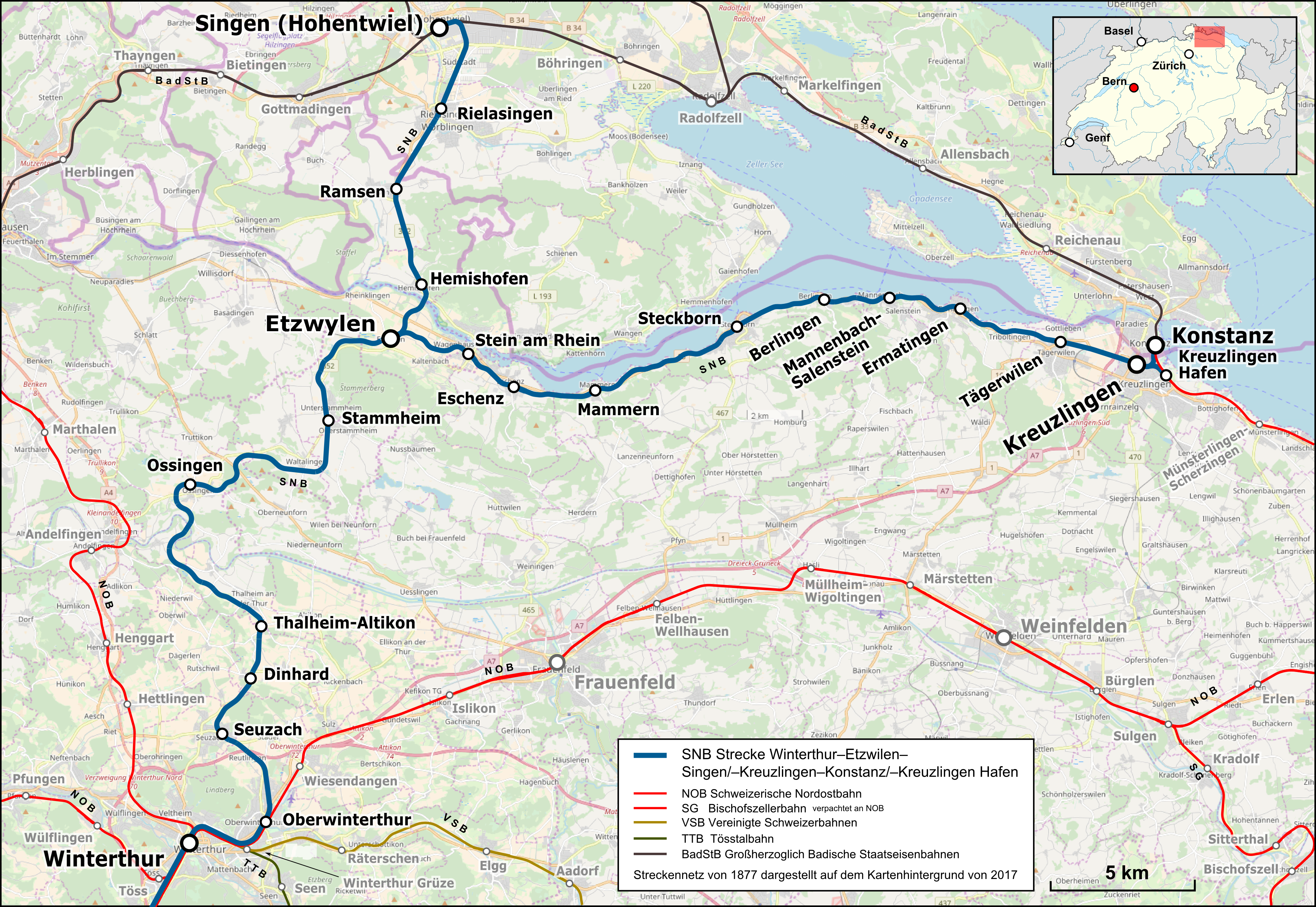
Strecke Winterthur–Etzwilen–Singen/Kreuzlingen

Die WSK plante die Bahnstrecken Winterthur–Etzwilen, Etzwilen–Singen (Hohentwiel) und Etzwilen–Kreuzlingen/Konstanz mit einer Länge von zusammen 74 km. Politische Verbündete Eschers versuchten das Vorhaben zu behindern. So verbot der Kanton Schaffhausen zunächst der Stadt Stein am Rhein, die für das Projekt bewilligten Mittel einzuzahlen, während der Kanton Thurgau überhaupt keinen Beitrag leistete. Dennoch gelang die Finanzierung der auf 11 Millionen Franken veranschlagten «Ostsektion». Der Kanton Zürich und interessierte Gemeinden brachten rund 5 Millionen Franken an Aktienkapital auf, Privatpersonen eine weitere Million. Die Bank in Winterthur, die Eidgenössische Bank und die Rheinische Creditbank übernahmen zusammen drei Viertel einer Obligationenanleihe von 5 Millionen. Später kam eine zweite Obligation hinzu, die 1,34 Millionen einbrachte. Mit etwas mehr als einem Drittel den grössten Anteil am Gesamtkapital hielt die Stadt Winterthur. Dort war das Eisenbahnprojekt nicht unumstritten: Am 14. März 1873 lehnte die Gemeindeversammlung einen Antrag, die WSK-Beteiligung an die NOB zu verkaufen, mit 58 Prozent der Stimmen ab. Alle drei Strecken der Ostsektion gingen am 17. Juli 1875, von Volksfesten begleitet, in Betrieb. In Zeitungskommentaren war die Rede davon, dass eine patriotische Tat vollbracht worden sei, die dazu beitrage, die Schweiz «aus den Klauen der Eisenbahnbarone» zu befreien.

## Fusion zur Nationalbahn
Obwohl der Kanton Aargau bereits früh ein relativ gut ausgebautes Schienennetz besass, fühlten sich mehrere Regionen von der NOB und der SCB hintergangen. Als der Regierungsrat die Konzession für die Verbindung Baden–Aarau erteilte, hatte er die Bedingung gestellt, dass die Strecke über Lenzburg führen müsse. Die NOB bevorzugte die direkte Streckenführung entlang der Aare über Wildegg und stellte ein entsprechendes Änderungsgesuch, das der aargauische Grosse Rat 1855 mit grosser Mehrheit ablehnte. Daraufhin schürte die NOB eine Pressekampagne gegen die Lenzburger Linie, bis der Grosse Rat im Februar 1857 seine Meinung änderte und der Wildegger Linie zustimmte – ein Vorgang, der als «Verrat von Lenzburg» in die Geschichte einging. Zofingen musste ebenfalls eine Enttäuschung hinnehmen: Die Stadt hatte gehofft, Kreuzungspunkt der wichtigsten Nord-Süd- und Ost-West-Verbindungen der Schweiz zu werden, doch die SCB entschied sich stattdessen für Olten. Baden war ähnlich wie Winterthur eine Hochburg der Demokraten. Besonders Josef Zehnder, der streitbare Verleger des Badener Tagblatts und Stadtammann, engagierte sich vehement für die Nationalbahn und griff ihre Gegner in zahlreichen Zeitungsartikeln scharf an.

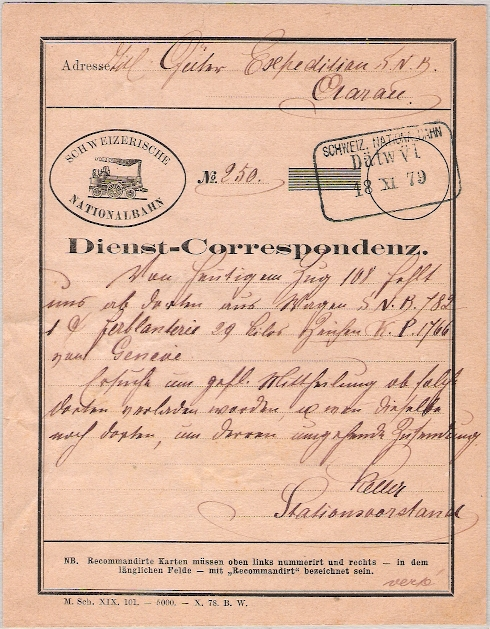
Dienstkorrespondenzkarte (Bahnhof Dättwil, 1879)

Am 3. August 1872 fand in Winterthur eine Konferenz statt, um über den Weiterbau in Richtung Westen zu beraten. Ende September reichten 26 aargauische Gemeinden beim Grossen Rat eine Petition ein, im November folgte eine gut besuchte Volksversammlung in Mellingen. Ebenfalls im November 1872, kurz vor Inkrafttreten des neuen Eisenbahngesetzes, erteilte der Grosse Rat die Konzession nur für einen Teil der gewünschten Route (Baden–Lenzburg–Aarau). Damit beugte er sich zum Teil dem Druck der NOB, die aber gleichzeitig mit dem sogenannten Westbahnvertrag dazu verpflichtet werden sollte, Zweigstrecken ins Suhrental, ins Wynental und ins Seetal zu bauen (letztlich vergeblich). Schliesslich sprach die neu zuständige Bundesversammlung im Oktober 1873 die Konzession der «Eisenbahngesellschaft Winterthur–Zofingen» (WZ) zu, die sich am 27. August 1873 konstituiert hatte. Ihr Verwaltungsratspräsident war Samuel Offenhäuser, Präsident der Bank in Zofingen.
Für den Bau der 85 km langen «Westsektion» von Winterthur nach Zofingen (mitsamt Abzweig von Suhr nach Aarau) rechnete die WZ mit Kosten von 17 Millionen Franken. Bei der Aktienzeichnung kamen jedoch nur etwas mehr als 8,4 Millionen zusammen. Die grössten Aktionäre waren der Kanton Zürich (1,74 Millionen) sowie die Städte Zofingen (1,62 Millionen) und Winterthur (1,15 Millionen). Der Kanton Aargau, der gesetzlich nicht zu einer Beteiligung verpflichtet war, zeichnete lediglich symbolische 1000 Franken in Aktien; der Anteil privater Aktionäre lag unter 5 Prozent. Um den Fehlbetrag zu decken, beschloss die WZ zusätzlich die Ausgabe einer Obligation von 9 Millionen. Die Städte Winterthur, Zofingen, Baden und Lenzburg sicherten eine Haftungsgarantie für Kapital und allfällige Zinsen zu (im Verhältnis 7:5:3:3). Nachdem auf Betreiben Winterthurs und Zofingens seit Herbst 1874 Verhandlungen zum Zusammenschluss von WSK und WZ liefen, fusionierten die Gesellschaften am 5. April 1875 zur Schweizerischen Nationalbahn (SNB), mit Unternehmenssitz Winterthur und dem früheren Nationalrat Friedrich Joseph Bürli als Direktionspräsident.
Die vier Städte dehnten ihre Haftungsgarantie auf die SNB aus, während die Eidgenössische Bank und die Bank in Winterthur die Obligation auflegten. Allerdings brachte die erste Serie nur etwa 3,8 anstatt der erhofften 5 Millionen ein, woraufhin Zofingen 350'000 und Winterthur 800'000 Franken einschossen. Die zweite, im Jahr 1876 aufgelegte Serie von 4 Millionen stiess aufgrund der sich verschlechternden Wirtschaftslage auf noch weniger Interesse. Winterthur und Zofingen sprangen im April 1877 erneut in die Bresche und übernahmen weitere 1,9 bzw. 1,3 Millionen. Inzwischen lagen die Kosten für den Bau der Ostsektion 2,5 Millionen Franken über dem Budget. Die SNB deckte den Fehlbetrag, indem sie auf das Aktienkapital zugriff, das eigentlich für die Westsektion vorgesehen gewesen war, was zu Protesten in den Aargauer Gemeinden führte.

## Konkurrenzkampf
Schon früh begann die NOB ihre Winterthurer Konkurrentin mit allen möglichen Mitteln zu behindern. Sie betrachtete es als ihr alleiniges Recht, zwischen Winterthur und Zürich eine Eisenbahn zu betreiben. Dabei stützte sie sich auf die am 1. Januar 1853 vom Zürcher Regierungsrat erteilte Konzession, die ihr für die Dauer von 30 Jahren Monopolvorrechte gewährte. Im August 1872 forderte die NOB in einem Brief die Regierung auf, der SNB keine Konzession zu bewilligen. Noch bevor eine Antwort eintraf, wurde das neue Eisenbahngesetz in Kraft gesetzt, das die Kompetenz zur Konzessionserteilung an den Bund übertrug.

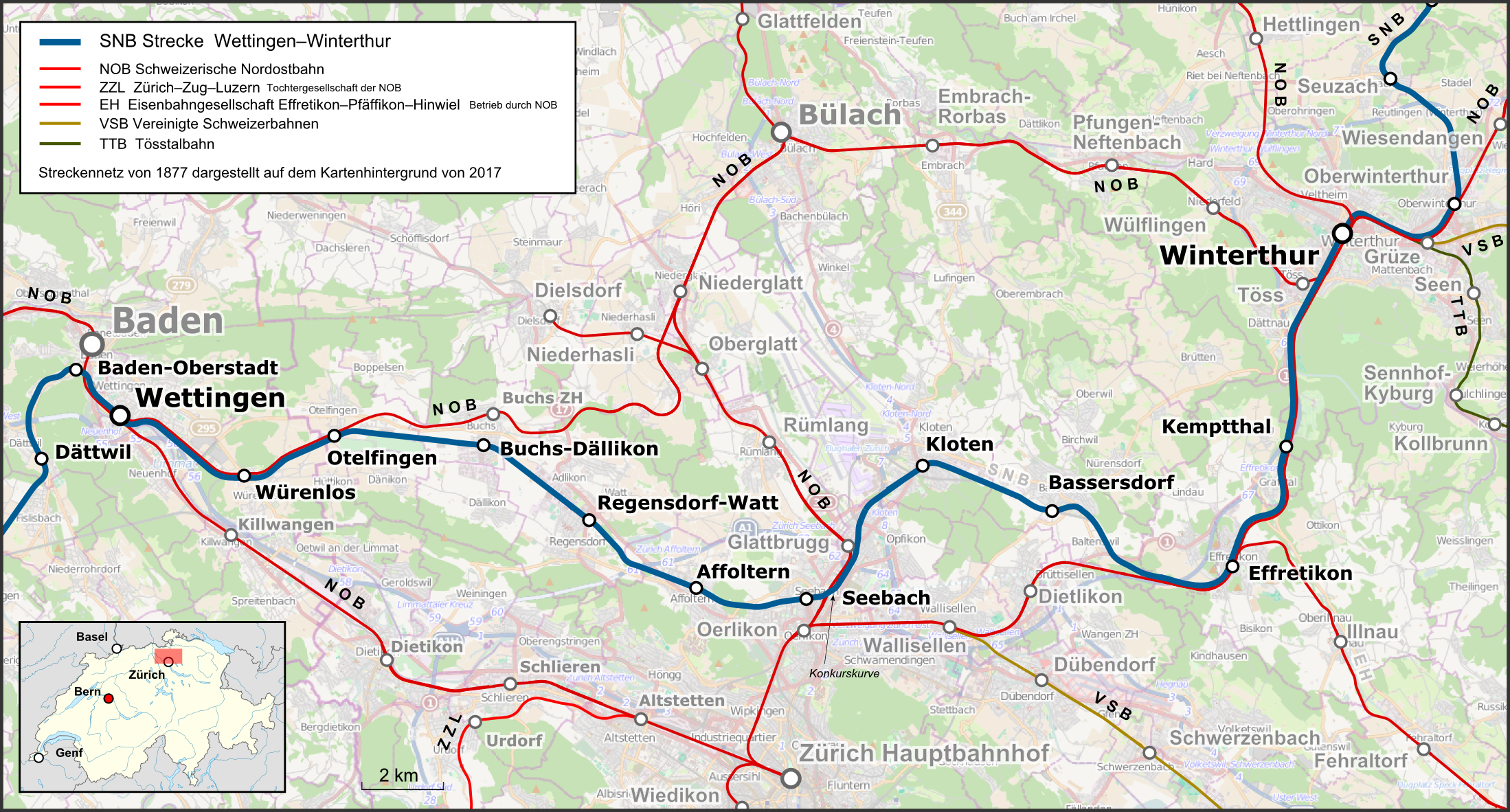
Strecke Winterthur–Wettingen

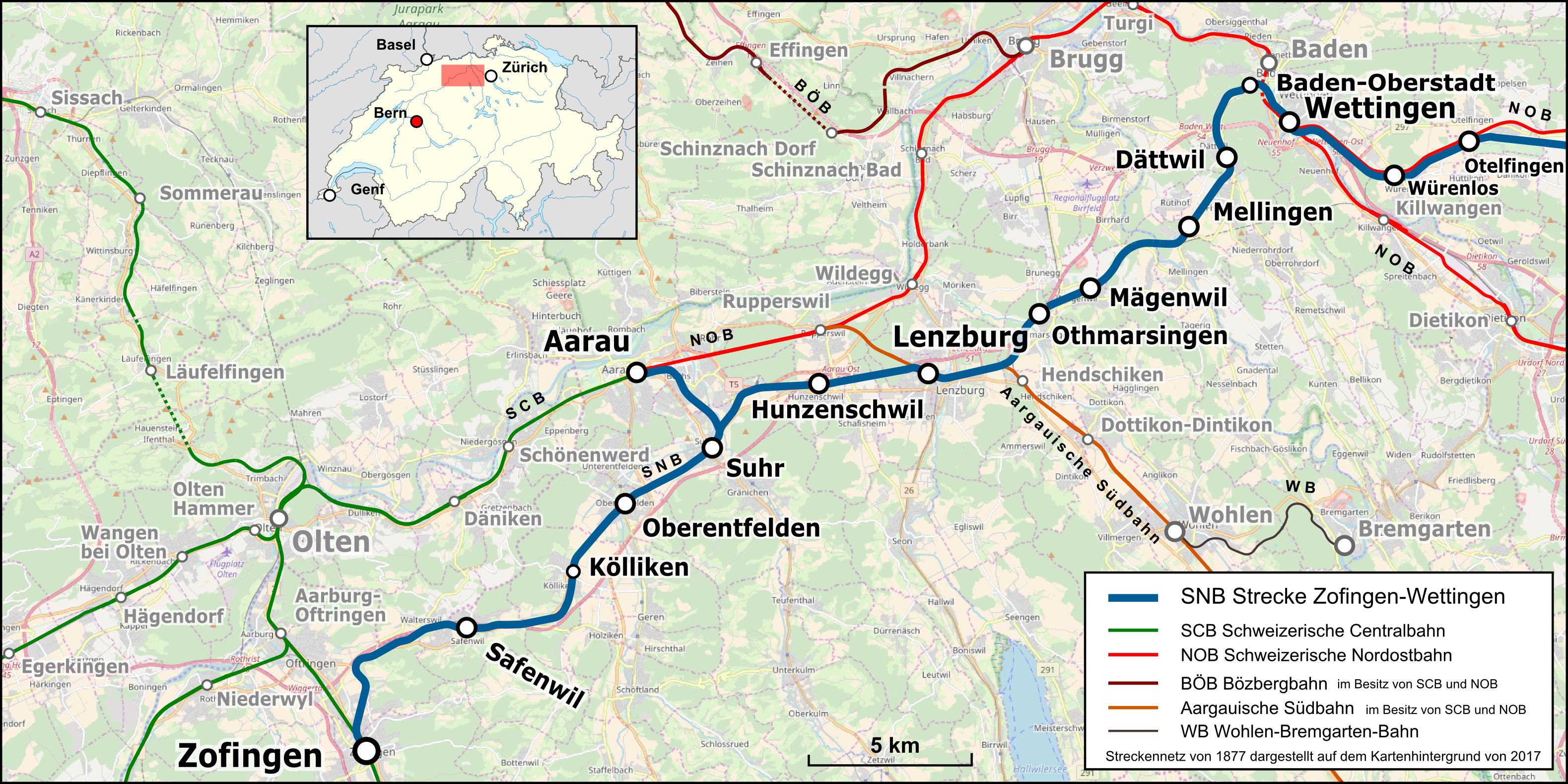
Strecke Wettingen–Zofingen

Zwischen Winterthur und Effretikon (ungefähr auf halbem Weg nach Zürich) bestand ein rund zehn Kilometer langer doppelspuriger Abschnitt der NOB. Eine andere Route war aus topografischen Gründen nicht möglich, weshalb die SNB eine Kooperation anstrebte. Obwohl dort nicht viele Züge verkehrten und die NOB gesetzlich dazu verpflichtet gewesen wäre, verwehrte sie der Konkurrentin eine Mitbenutzung – wegen angeblicher «Überlastung». Die SNB erstritt vor dem Bundesgericht eine Freigabe. Daraufhin verlangte die NOB einen derart hohen, an Wucher grenzenden Mietpreis, dass die SNB doch lieber ein drittes Gleis verlegen wollte. Nun aber forderte die NOB einen «Sicherheitsabstand» von sechs Metern zu ihren eigenen Gleisen, was die SNB dazu gezwungen hätte, an der engsten Stelle bei der Mannenberger Mühle einen Tunnel zu graben. Erneut musste sie vor das Bundesgericht ziehen und erwirkte, dass das dritte Gleis ohne den willkürlichen Abstand gebaut werden durfte.
Die geplante Westsektion der SNB zwischen Winterthur und Wettingen war acht Kilometer kürzer als die bestehende NOB-Strecke über Zürich. Da der Güterverkehr gemäss neuem Eisenbahngesetz zwingend über die kürzeste Route geführt werden musste, fürchtete die NOB den Verlust des beträchtlichen Frachtvolumens zwischen der Ostschweiz und dem Aargau. Aus diesem Grund plante sie eine Route, die noch kürzer sein sollte als jene der Nationalbahn. Zu diesem Zweck baute sie den ersten Abschnitt der Bahnstrecke Winterthur–Koblenz von Winterthur nach Bülach. Daran schloss die Bülach-Baden-Bahn an, eine Querverbindung vom Glatttal nach Otelfingen im Furttal. Sie wurde am 1. Oktober 1877 eröffnet und schuf eine Verbindung, die nochmals 2,7 km kürzer war.
Auf Druck des Bundesrates schlossen NOB und SNB am 9. Januar 1875 einen Vertrag, der den Betrieb auf dem gemeinsamen Abschnitt Otelfingen–Wettingen regelte. Während die Bahnhöfe gemeinsames Eigentum waren, gehörte das nördliche Gleis der SNB und das südliche Gleis der NOB. Der Betrieb erfolgte nach den Vorschriften und Reglementen der NOB. Der Historiker Arnold Gubler, der 1922 eine umfassende Arbeit über die Nationalbahn veröffentlichte, bezeichnete diesen Vertrag als einzige vernünftige Vereinbarung zwischen beiden Gesellschaften. Ansonsten versuchte die NOB wo immer möglich die Konkurrenz zu behindern. Beispielsweise wehrte sie sich zunächst gegen die gemeinsame Nutzung des Bahnhofs Winterthur. Nachdem ein Kompromiss gefunden werden konnte, verweigerte sie den Rangierdienst. Anstatt der SNB Güter nach Konstanz zu übergeben, nahm sie lieber einen langen Umweg in Kauf und transportierte sie im Verbund mit den VSB über Sargans und Rorschach. An SNB-Bahnhöfen gekaufte Fahrscheine akzeptierte sie nicht.

## Durchgehender Betrieb

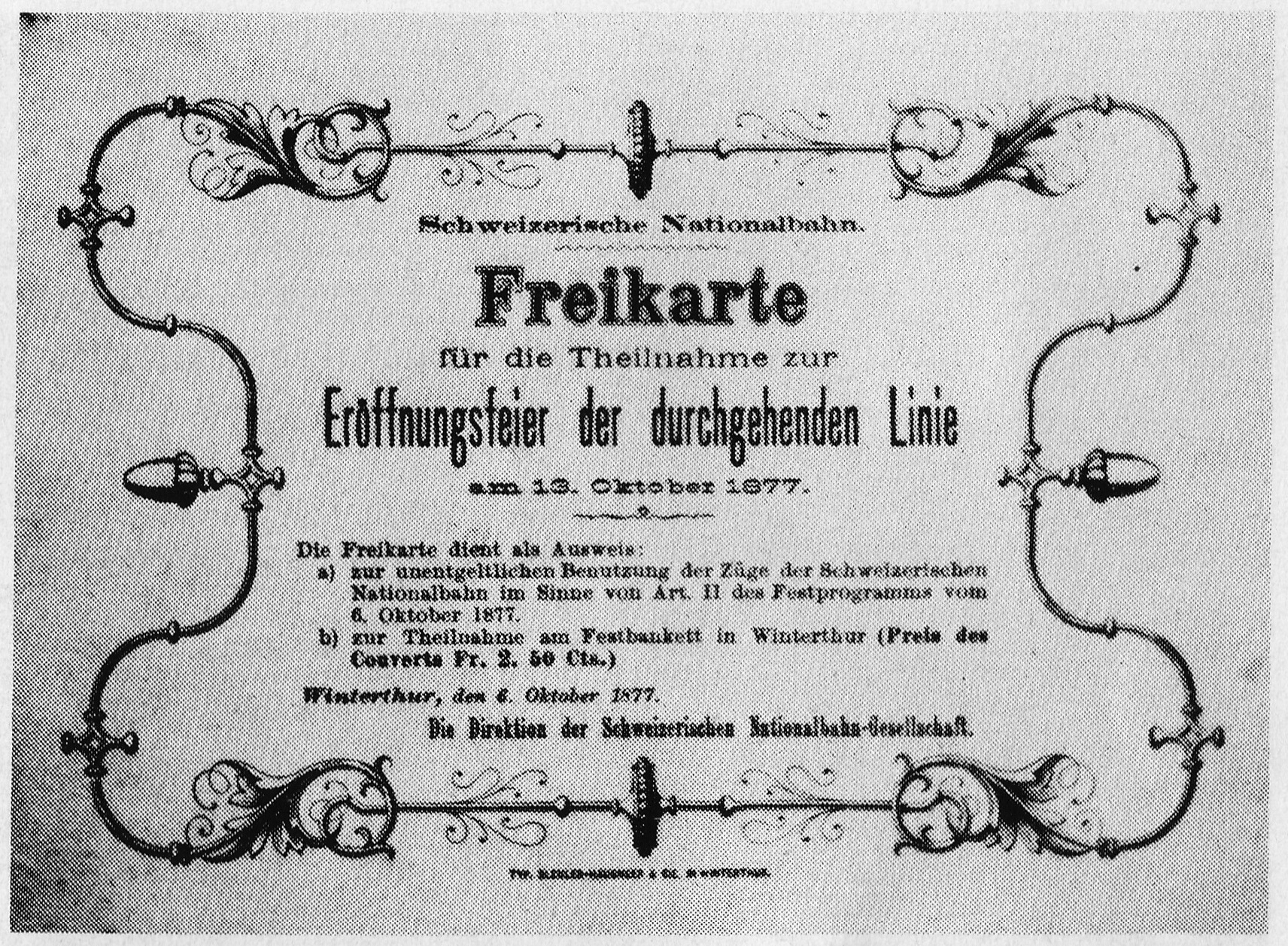
Freikarte zur Eröffnungsfeier der durchgehenden Strecke zwischen Winterthur und Zofingen

Da die Nationalbahnstrecke westlich von Wettingen mehrere Täler querte, waren zahlreiche aufwändige Kunstbauten erforderlich, beispielsweise die Eisenbahnbrücke Wettingen–Baden über die Limmat und die Eisenbahnbrücke Mellingen über die Reuss. Zwischen Baden und Dättwil war eine Steigung zu überwinden, die den Ausbruch einer grösseren Felsmenge erforderte. Ursprünglich war die Eröffnung der Westsektion für den 1. August 1877 vorgesehen, die sich aber wegen der verspäteten Endmontage der Limmatbrücke verzögerte. Schliesslich erfolgte die Betriebsaufnahme in zwei Etappen: Wettingen–Zofingen inkl. Abzweig nach Aarau am 6. September 1877 und Wettingen–Winterthur am 15. Oktober 1877. Jeweils zwei Tage zuvor fanden offizielle Feiern mit Sonderfahrten und Banketten statt.
1875 erwirtschaftete die Ostsektion noch einen Reinertrag von 316 Franken/km, doch dann geriet die SNB rasch in finanzielle Schieflage. 1876 betrug das Defizit 576 Franken/km, 1877 stieg es auf 3435 Franken/km an. Im Vergleich zur NOB beförderte die SNB trotz Dumpingpreisen nur etwa die Hälfte der Personen und ein Drittel der Güter pro Kilometer. Der als führungsschwach und überfordert geltende Direktor Theodor Ziegler beantragte bereits im Januar 1876 die Einstellung der Arbeiten an der Westsektion, Gläubigerschutz und die Liquidation. Doch der Verwaltungsrat lehnte die Anträge ab, ebenso den von Ziegler angebotenen Rücktritt. Diese Vorgänge blieben zunächst geheim, und die Öffentlichkeit erfuhr erst davon, als es zu spät war.
Der Winterthurer Unternehmer Jakob Sulzer-Hirzel, ein Gegner der Nationalbahn, schrieb über die ersten Tage der Westsektion:

«Am Samstag wurde die Nationalbahn eröffnet. Weil gratis gefahren wurde, kamen 30 Waggons ganz überfüllt hier an, so dass man rechnet, es seien etwa 2400 Personen hier angekommen. Jetzt aber tönts anders. Gestern waren in einem Zuge zwei, in einem anderen 10 Personen; heut früh 6 Uhr: – niemand. Das Allerschönste aber ist: Wer mit der Nationalbahn nach Zürich will, kann nur bis Seebach fahren; von dort muss er zu Fuss nach Oerlikon.»

## Liquidation und Konkursverfahren
| Stadt      | Aktien    | Obligationen (garantiert) | Obligationen (gezeichnet) | Gesamt    |
| ---------- | --------- | ------------------------- | ------------------------- | --------- |
| Winterthur | 2'010'000 | 3'500'000                 | 2'516'500                 | 8'026'500 |
| Baden      | 528'000   | 1'500'000                 | 0                         | 2'028'000 |
| Lenzburg   | 580'000   | 1'500'000                 | 0                         | 2'080'000 |
| Zofingen   | 1'720'000 | 2'500'000                 | 1'650'000                 | 5'870'000 |

Im Januar 1878 war die SNB nicht mehr in der Lage, die Obligationszinsen zu bezahlen, worauf 40 Gläubiger ein Betreibungsverfahren einleiteten. Nach dem Scheitern eines Vergleichs verfügte das Bundesgericht am 20. Februar 1878 die Zwangsliquidation. Die Fahrten wurden zwar nicht eingestellt (es trat stattdessen ein reduzierter Fahrplan in Kraft), doch mussten die beteiligten Gemeinden die Betriebsdefizite übernehmen. Als Liquidatoren amtierten der St. Galler Kantonsrichter Albert Bärlocher und der Schaffhauser Ständerat Eduard Russenberger. Zum Zeitpunkt des Konkurses beschäftigte die SNB 437 Personen (davon 24 in der Verwaltung, 215 im Bahnunterhalt, 155 im Fahrdienst und 43 im Zugkraftdienst).
Die Nationalbahngemeinden bildeten ein interkantonales Komitee, das die Bahn entweder sanieren oder zu möglichst guten Bedingungen weiterverkaufen sollte. Am 30. August 1879 ersteigerte es die Anlagen für 4,41 Millionen Franken, konnte aber die Kaufoption wegen fehlender finanzieller Zusicherungen nicht ausüben. Bei der zweiten Versteigerung am 15. März 1880 ging die Westsektion für 750'000 Franken an die NOB und die Ostsektion für 3,15 Millionen Franken an die Eidgenössische Bank. Letztere gab ihren Teil wenig später mit einem Verlust von 40'000 Franken an die NOB ab. Somit erwarb die NOB die gesamte Konkursmasse ihrer Konkurrentin für knapp 14 % des ursprünglichen Werts. Die neue Besitzerin entfernte 1880 das dritte Gleis zwischen Winterthur und Effretikon, zwei Jahre später auch das zweite Gleis zwischen Otelfingen und Wettingen.
Alle am Aktienkapital beteiligten Gemeinden erlitten einen Totalverlust. Besonders hart traf es die Aargauer Kleinstadt Mellingen, die den aussergewöhnlich hohen Betrag von 420'000 Franken investiert hatte. Zur Finanzierung hatte sie einen Bankkredit aufgenommen, konnte aber die halbjährlich anfallenden Zinsen von 12'000 Franken nicht bezahlen. Um den drohenden Konkurs zu vermeiden, übernahm der Kanton Aargau die mittlerweile auf 550'000 Franken aufgelaufene Schuld, während die Gemeinde im Gegenzug Wald, Kulturland und öffentliche Gebäude verpfänden musste. Mellingen kaufte seinen Waldbesitz nie zurück, sodass der gesamte Waldbestand bis heute im Besitz des Kantons ist. Andere Gemeinden rodeten beträchtliche Teile ihrer Wälder, um mit dem Holzverkauf ihre Schulden zu begleichen. Überliefert ist eine Aussage des Posthalters Suter aus Kölliken: «Mit jedem Pfiff der Natzibahn-Loki fällt in unserem Wald eine Tanne um.»

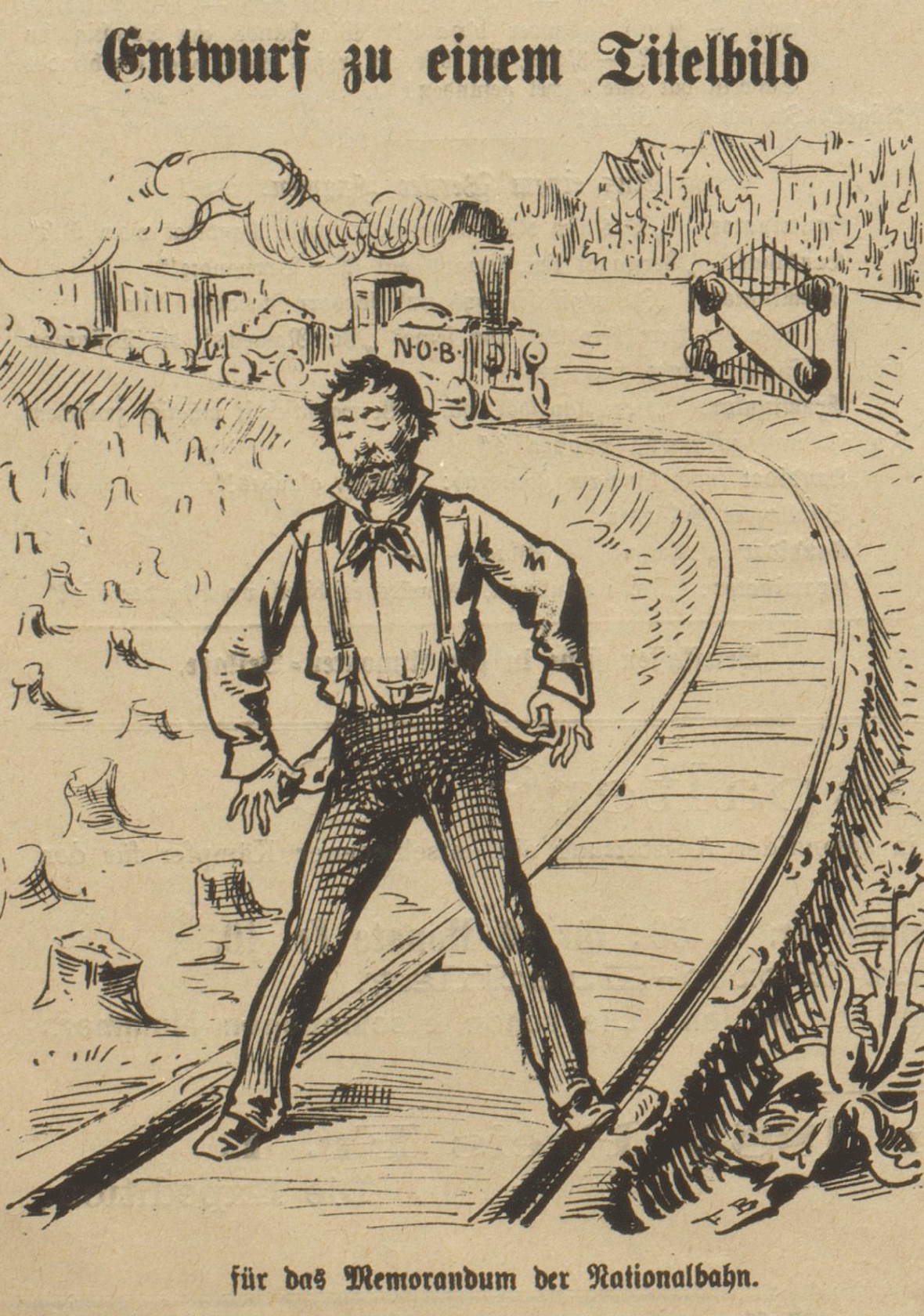
Karikatur im Nebelspalter zum Konkursverfahren (1882)

Zusätzliche Lasten mussten die vier Garantiestädte tragen, da sie auch für die Obligationen belangt wurden. Von den ursprünglich 9 Millionen Franken verblieben nach Abzug von 3,5 Millionen, die Winterthur als Teil seiner Garantie übernommen hatte, und nach Abzug einer kleinen Konkursdividende noch 5,03 Millionen ungedeckt. Baden, Lenzburg und Zofingen weigerten sich, die fälligen Zinsen zu bezahlen: Gemäss Aargauer Konkursrecht durften die Zinszahlungen während eines laufenden Verfahrens eingestellt werden, während dies gemäss Zürcher Konkursrecht nicht möglich war. Winterthur war deshalb gezwungen, die Zinsen auch für die Mitgaranten auszurichten und strengte 1881, nach Beendigung des Liquidationsverfahrens, eine Betreibung der drei Aargauer Städte für diese Zinszahlungen an. Diese machten den Vorschlag, zur Schuldentilgung verzinsbare Obligationen in der Höhe von 3,32 Millionen Franken auszugeben (wobei Winterthur die aufgelaufenen Schuldzinsen verrechnet werden sollten). Zusätzlich hätte der Kanton Aargau einen jährlichen Amortisationsbeitrag von 25'000 Franken leisten sollen. Der Vorschlag scheiterte 1882 am Widerstand der Gläubiger.
Mehrere private Gläubiger, die sich in ihren Interessen benachteiligt fühlten, forderten ultimativ den Konkurs der Stadt Winterthur und die Versteigerung städtischer Vermögenswerte. Am 20. Januar 1883 ersuchte der Zürcher Regierungsrat den Bundesrat um Hilfe, der daraufhin eine Expertenkommission einberief. Sie setzte sich aus dem Nationalrat Josef Zemp sowie den Ständeräten Alphonse Bory und Alfred Scheurer zusammen. Während diese nach einer Lösung suchten, drohte die Situation zu eskalieren. Der Winterthurer Stadtrat warnte im August einen Betreibungsbeamten aus Zürich, die Stimmung in der Bevölkerung sei derart angespannt, dass man seine persönliche Sicherheit nicht garantieren könne, sollte er Pfänder wegführen lassen. Am 2. Oktober 1883 verabschiedete eine von 2000 Personen besuchte Gemeindeversammlung eine Resolution: Weitere Zahlungen für die Garantieschuld wurden bis zu einem allfälligen Entscheid der Bundesversammlung verweigert, und der Bundesrat wurde aufgefordert, Druck auf die Gläubiger auszuüben.
Die Expertenkommission veröffentlichte ihren Bericht am 15. Oktober 1883 und bezifferte die Gesamtschuld auf 6'058'800 Franken (ungedeckte Obligationen, Winterthurer Regressforderungen und nicht eingelöste Coupons). Darauf basierend bewilligte die Bundesversammlung am 21. Dezember einen Betrag von 2,4 Millionen Franken, wovon die Kantone Aargau und Zürich 1,6 Millionen bzw. 800'000 Franken erhielten. Dieses Geld floss in Form langfristiger Darlehen an die vier Garantiestädte, um beim Abtragen des Schuldenbergs zu helfen. Winterthur wiederum verzichtete auf die Regressforderungen in der Höhe von 560'703 Franken gegenüber den aargauischen Städten. Den Rest mussten die Städte mittels Verpfändung von Sachwerten und Steuererhöhungen selbst aufbringen. Nachdem sich die Städte nicht über ihren Anteil einig werden konnten, legte der Bundesrat eine verbindliche Aufteilung fest (ein Drittel Winterthur, zwei Drittel die aargauischen Städte).

## Langfristige Folgen

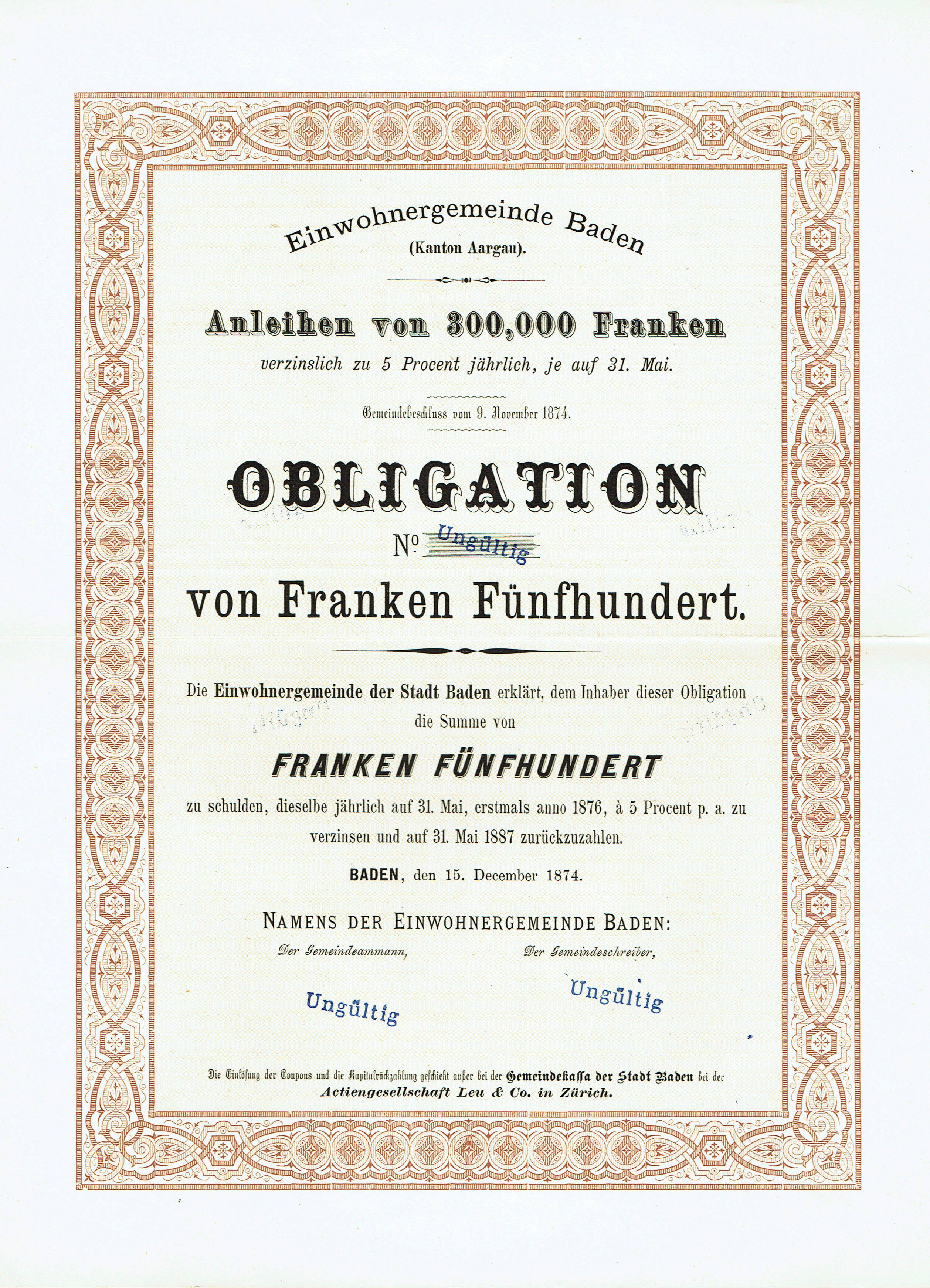
Obligation der Einwohnergemeinde Baden vom 15. Dezember 1874; bis 1935 mithilfe eines Bundesdarlehens zurückbezahlt

In den 1870er Jahren erlebte die Schweiz eine zweite Blütezeit des Eisenbahnbaus, während der sich das Streckennetz um mehr als 1000 km ausdehnte. Die Hochkonjunktur während und nach dem Deutsch-Französischen Krieg führte dazu, dass auf dem Kapitalmarkt grosse Summen für Eisenbahnprojekte verfügbar waren. Als sich die Nationalbahn zu etablieren versuchte, setzten sich die privaten Bahngesellschaften zur Wehr, indem sie zahlreiche Verpflichtungen zum Bau von Strecken eingingen. Dabei schien es mitunter sogar vorteilhafter zu sein, aus strategischen Überlegungen Strecken mit ungenügender Rentabilität zu bauen, als das Risiko einer Konkurrenz einzugehen. Die durch den Gründerkrach von 1873 ausgelöste Grosse Depression begann sich in der Schweiz ab 1875 auszuwirken. Das Verkehrsaufkommen und die damit verbundenen Einnahmen gingen markant zurück. Wegen des forcierten Ausbaus ihrer Streckennetze hatten die privaten Bahngesellschaften viel Fremdkapital aufgenommen und mussten auf dem nun ausgetrockneten Kapitalmarkt hohe Zinsen in Kauf nehmen; zusätzlich sanken die Aktienkurse innerhalb von vier Jahren teilweise um mehr als 90 Prozent. Abgesehen von der Gotthardbahn, die mit namhaften staatlichen Beiträgen des Deutschen Reichs und Italiens finanziert worden war, wurden in den 1880er Jahren lediglich 42 km Bahnstrecken eröffnet.
Zwar konnte die Nordostbahn die untergegangene Nationalbahn zu einem Schnäppchenpreis erwerben, doch war ihre finanzielle Situation durch den ruinösen Konkurrenzkampf äusserst angespannt. Die NOB ersuchte im März 1877 den Bundesrat, sie von den eingegangenen Bauverpflichtungen zu entbinden (die Konzessionen waren an verbindliche Vollendungstermine geknüpft). Im Februar 1878 bestätigte die Bundesversammlung eine Vereinbarung, wonach die Bauverpflichtungen zwar bestehen blieben, aber bis zur Sanierung der NOB sistiert werden konnten. Erst 1887 vermochte die NOB wieder eine bescheidene Dividende auszurichten, die früheren Renditen blieben unerreicht. Der Streckenbau ruhte über ein Jahrzehnt lang, und erst ab 1892 wurden die «Moratoriumslinien» dem Betrieb übergeben. Die schwere Krise der Bahngesellschaften führte dazu, dass die Anhänger der Verstaatlichung immer mehr an Einfluss gewannen. Karl Bürkli rechnete aus, dass die durch die Sanierungen verursachten Verluste für die Schweizer Wirtschaft pro Kopf die Reparationsleistungen Frankreichs an das Deutsche Reich weit übertrafen. Die Teilverstaatlichung der ebenfalls angeschlagenen Centralbahn scheiterte 1891 in einem fakultativen Referendum. Erfolgreich verlief hingegen 1898 eine weitere Volksabstimmung, die den Rückkauf der grössten Bahngesellschaften ermöglichte. Die Gründung der staatlichen Schweizerischen Bundesbahnen (SBB) erfolgte 1902, womit nach fast vier Jahrzehnten eines der Hauptanliegen der Demokratischen Partei in anderer Form erfüllt war. Die SBB legten die Bülach-Baden-Bahn, die von der NOB als Konkurrenzstrecke zur Nationalbahn erbaut worden war und auch nach deren Konkurs nie einem echten Bedürfnis entsprach, bereits im Jahr 1937 still.
Ein Jahr vor der SBB-Gründung versuchten Aargauer Politiker unter der Führung von Nationalrat Rudolf Suter-Geiser einen Erlass der Restschuld auf den Darlehen zu erwirken. Der Bund lehnte die Forderung ab, war aber schliesslich bereit, den Zinssatz zu senken. Somit blieb den Garantiestädten nichts anders übrig, als weiterhin Jahr für Jahr die Nationalbahnschulden abzustottern. Baden, Lenzburg und Zofingen zahlten 1935 die letzte Rate des Bundesdarlehens zurück. Zofingen hatte 1883 ein weiteres Darlehen von einer Million Franken aufgenommen; die letzten Obligationen wurden am 2. Februar 1943 feierlich und unter notarieller Aufsicht im städtischen Gaswerk verbrannt. Winterthur zahlte ebenfalls 1935 die letzte Tranche des Bundesdarlehens zurück. Hinzu kam noch eine Hypothekaranleihe von 11,55 Millionen Franken, die 1880 aufgenommen worden war. Dafür war der gesamte städtische Grundbesitz verpfändet worden. Der Tilgungsplan sah eine Rückerstattung bis 1960 vor. Trotz der Belastungen der beiden Weltkriege gelang es der Stadt, die letzte Rate bereits acht Jahre früher zu begleichen.

## Nicht verwirklichte Projekte

### Dritte Sektion Zofingen–Lyss

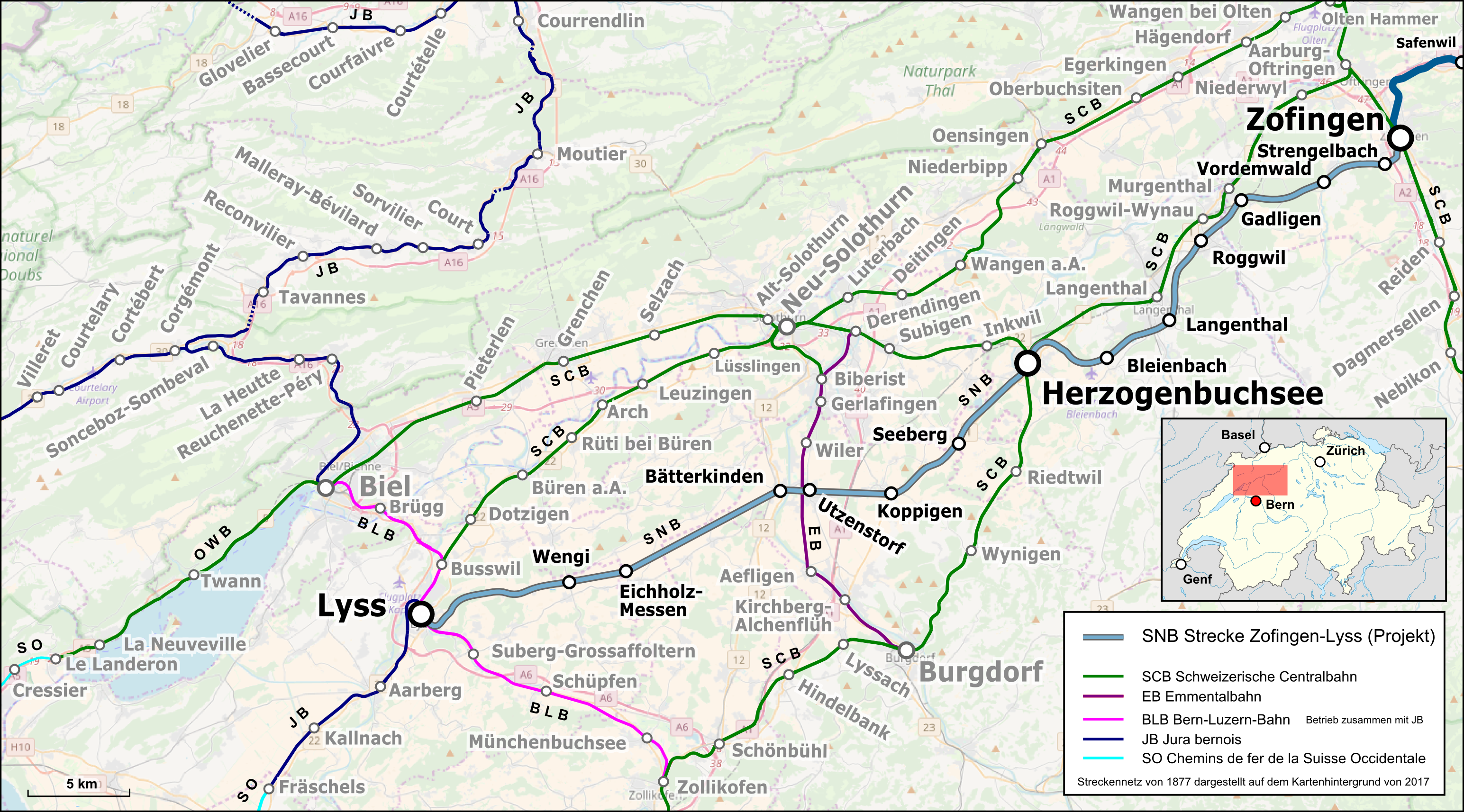
Streckenplanung Zofingen–Lyss

Ein im Mai 1870 gegründetes Komitee plante den Bau der Gäubahn von Olten über Oensingen nach Solothurn. Dazu sollte eine 1852 erteilte, aber bisher ungenutzte Konzession reaktiviert werden. Der Kanton Bern erneuerte die Konzession im November 1872 – mit der Absicht, die Gäubahn mittels einer eigenständigen Gesellschaft zu betreiben, die mit der späteren Nationalbahn kooperieren würde. Züge der Nationalbahn sollten von Solothurn aus weiter über Lyss, Kerzers und Payerne bis nach Vevey verkehren. Das Gäubahn-Komitee durchkreuzte die Pläne der Berner Kantonsregierung und trat die Konzession am 16. Februar 1873 an die Schweizerische Centralbahn ab.
Der Nationalbahn war der optimale Weg in den Westen nun versperrt. Versammlungen in Utzenstorf und Langenthal beschlossen die Planung einer neuen Streckenführung. Eine 62 km lange Strecke sollte von Zofingen über Vordemwald, Langenthal, Herzogenbuchsee, Utzenstorf und das Limpachertal nach Lyss führen, wofür Kosten von 2,5 Millionen Franken veranschlagt wurden. Es bildete sich ein 14-köpfiges «Initiativcomite der schweiz. Nationalbahn, Sektion Zofingen–Lyss», dem unter anderem die Nationalräte Albert Friedrich Born, Johann Bützberger und Jakob Stämpfli angehörten. Dieses wandte sich am 15. August 1873 mit der Bitte um Zeichnung von Gründungsaktien an interessierte Gemeinden.
Langenthal knüpfte seine Finanzierungszusage an die Bedingung, dass die Nationalbahnstrecke nicht den bestehenden Bahnhof der Centralbahn berühren dürfe, sondern südlich des Stadtzentrums ein eigener Bahnhof errichtet werden müsse. Zwei von der Kantonsregierung beauftragte Ingenieure kamen im Juli 1874 in einem Expertenbericht zum Schluss, dass ein zweiter Bahnhof mit etlichen Nachteilen verbunden wäre. So sei es beispielsweise nur mit unverhältnismässigem Aufwand möglich, diesen an weitere geplante Strecken wie der Langenthal-Wauwil-Bahn oder der Jura-Gotthard-Bahn anzubinden. Der Grosse Rat des Kantons Bern genehmigte am 3. Dezember 1874 einen vom Initiativkomitee beantragten Subventionsbeitrag von 2 Millionen Franken. Die darauf folgende kantonale Volksabstimmung am 28. Februar 1875 fiel mit 60,7 % der Stimmen ebenfalls positiv aus.
Auf Antrag der Kantonsregierung hatte die Bundesversammlung bereits am 22. September 1873 dem Initiativkomitee die Konzession für die Strecke Zofingen–Herzogenbuchsee–Lyss erteilt. Da die Vorbereitungen nur schleppend vorankamen und der Baubeginn aufgrund der schlechter werdenden Wirtschaftslage sich laufend verzögerte, genehmigte die Bundesversammlung dreimal eine Fristverlängerung um je ein Jahr. Zu einer vierten Fristverlängerung im Jahr 1877 kam es nicht mehr. Der Geschäftsbericht des Bundesrates bemerkte dazu, dass die Konzession «wegen Unterlassung des Finanzausweises und Arbeitsbeginnes erloschen» sei. Nach der Zwangsliquidation der Nationalbahn im Februar 1878 war der Bau der dritten Sektion illusorisch geworden.

### Zweigstrecke ins Zürcher Stadtzentrum

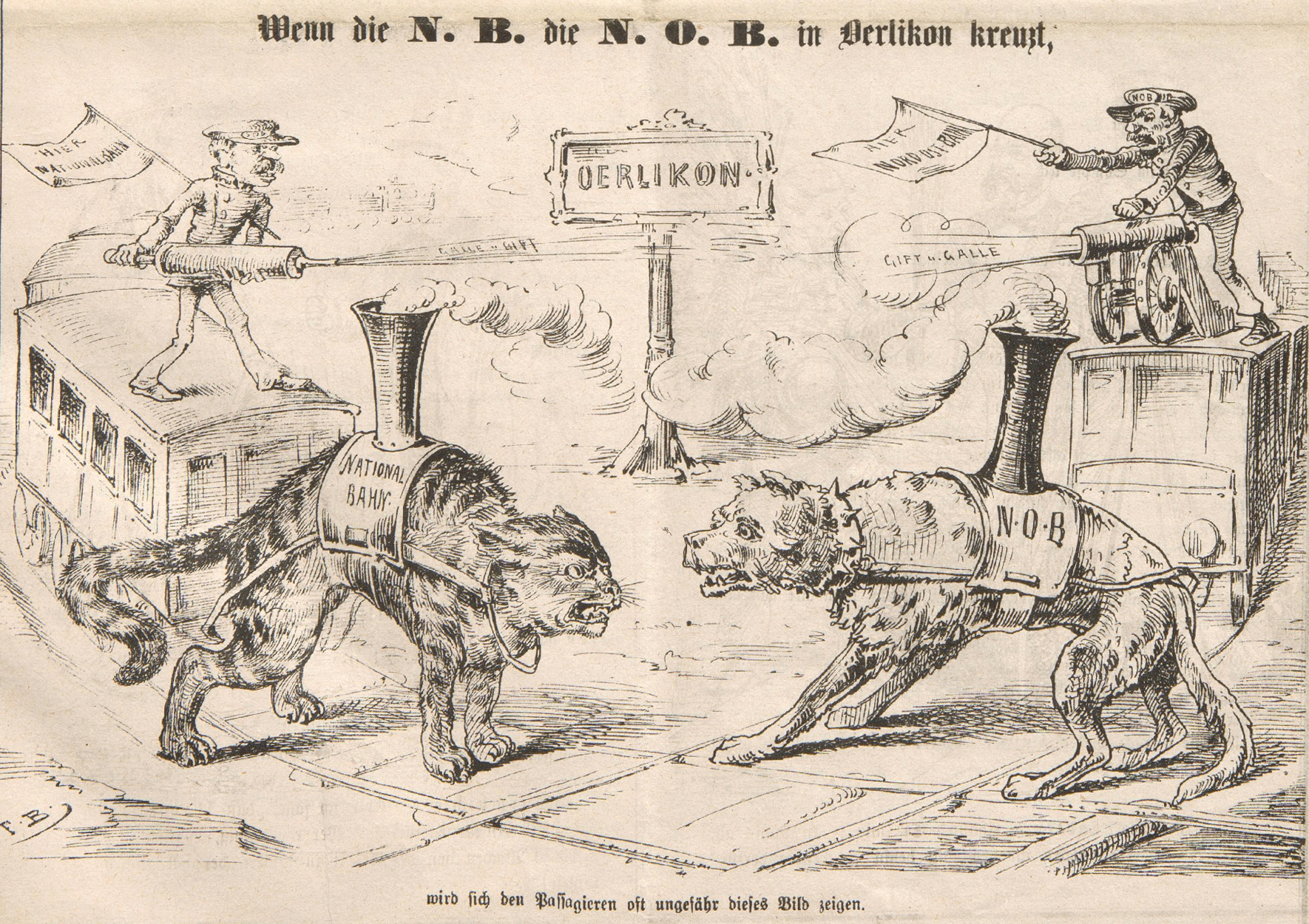
Der Nebelspalter verglich die Konkurrenzsituation NOB/SNB mit Hund und Katze (1876)

In der Geschichtsschreibung des 19. und 20. Jahrhunderts war die These weit verbreitet, dass die Nationalbahn bewusst Zürich umfahren wollte, um der mächtigen Kantonshauptstadt wirtschaftlich zu schaden. Tatsächlich bestanden von Anfang an Pläne zum Bau einer Zweigstrecke ins Zürcher Stadtzentrum, die angesichts der Auseinandersetzungen mit der Konkurrenz kaum Beachtung in der Öffentlichkeit fanden. Am 20. August 1872 erteilte der Kantonsrat der Bahngesellschaft Winterthur–Singen–Kreuzlingen die Konzession zum Bau und Betrieb einer Strecke Kloten–Zürich, die das Stadtzentrum mit einem Tunnel unter dem Zürichberg erreicht hätte und deren Endbahnhof entweder im Bereich des heutigen Sechseläutenplatzes oder im damals noch eigenständigen Vorort Riesbach liegen würde – in beiden Fällen bedeutend näher beim Stadtzentrum als der Bahnhof der Nordostbahn. Obwohl die Bundesversammlung die Konzession 1873 und 1874 um je ein Jahr verlängerte, geschah nichts Konkretes. Die Nationalbahn machte dafür starken Widerstand der Stadtbehörden und der Nordostbahn verantwortlich.
Die NOB gewährte ausschliesslich den Vereinigten Schweizerbahnen ein Mitbenutzungsrecht an ihrer Strecke nach Zürich hinein, während sie die SNB weiterhin kategorisch ausschloss. Im Januar 1876 beschloss die SNB-Generalversammlung die Planung einer eigenen Zufahrtsstrecke. Die Bundesversammlung erteilte am 4. Juli 1876 eine auf drei Jahre befristete Konzession für eine 4,5 km lange Strecke von Seebach über Unterstrass zum Hirschengraben. Dort war unterhalb des Polytechnikums und in unmittelbarer Zentrumsnähe ein Kopfbahnhof vorgesehen, der wegen der beengten Platzverhältnisse auf zwei Ebenen ausgeführt werden sollte. SNB-Vertreter unternahmen sogar eine Studienreise nach England, um ähnliche Anlagen zu erkunden.
Das auf 2,5 Millionen Franken veranschlagte Projekt hätte die in Finanznöten steckende SNB überfordert, weshalb ein «Komitee der Konzessionsinhaber für eine Eisenbahn Seebach–Zürich» eine scheinbar eigenständige Aktiengesellschaft zur Beschaffung des Anlagekapitals gründete. Die SNB sollte die Zweigstrecke gegen einen jährlichen Pachtzins von 5 Prozent betreiben. Allerdings waren die Verflechtungen derart eng, dass kaum von zwei unterschiedlichen Unternehmen gesprochen werden konnte. Die Bemühungen bei der Kapitalbeschaffung waren weitgehend erfolglos. Gründe dafür waren anhaltender politischer Druck der etablierten Bahngesellschaften und der mit ihnen verbündeten Kreditinstitute, die zunehmend schlechter werdende Wirtschaftslage in Europa und insbesondere die weiterhin ablehnende Haltung der Stadt Zürich. 1877 beschloss das SNB-Direktorium, zunächst nur den Abschnitt bis Unterstrass mit einem Bahnhof unmittelbar an der (damaligen) Stadtgrenze Zürichs zu errichten. Angesichts der sich überstürzenden Ereignisse rund um die Zwangsliquidation kam es nicht mehr dazu.

## Fahrzeuge

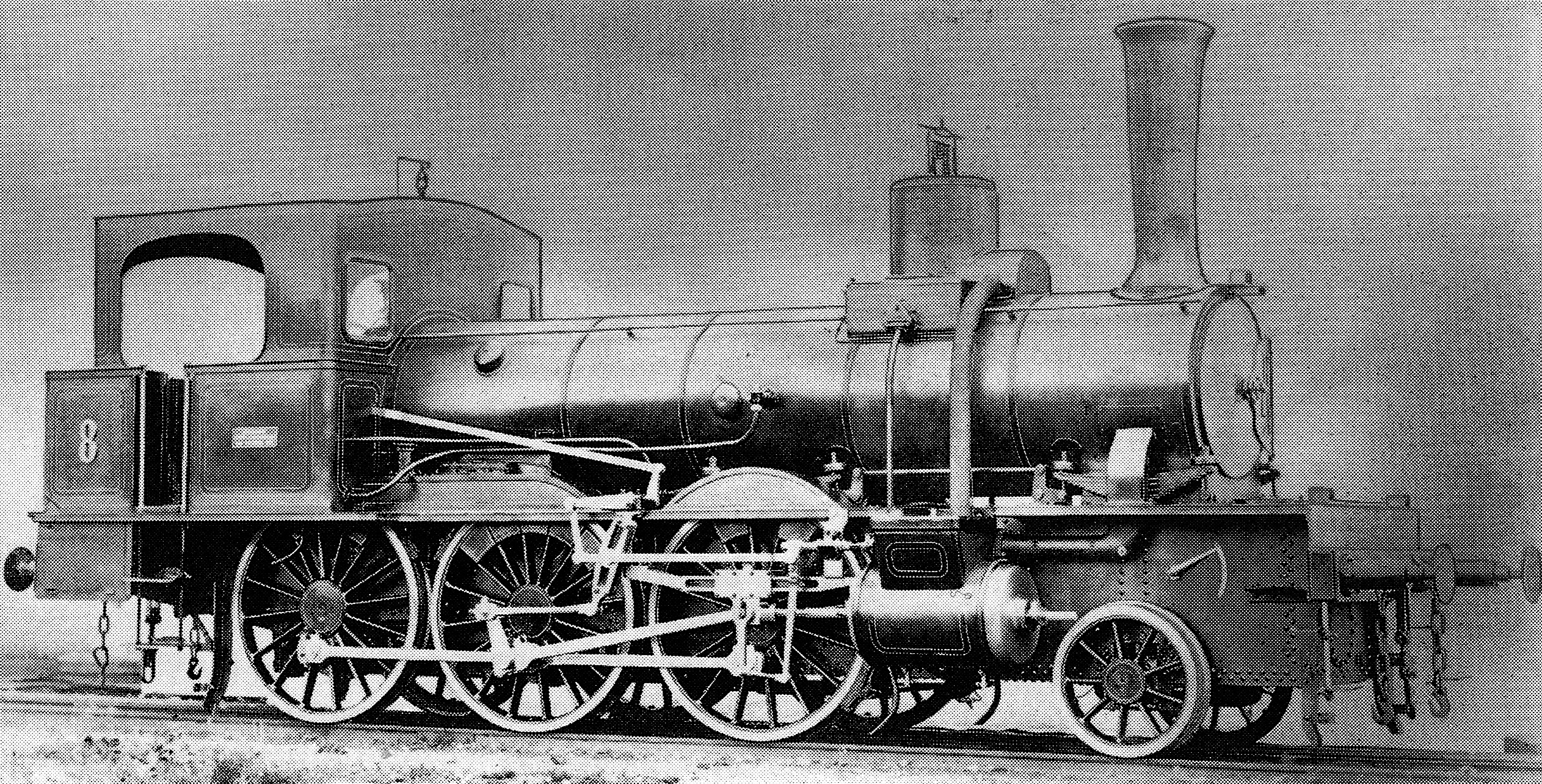
Tender-Lok Nr. 8 der Serie A

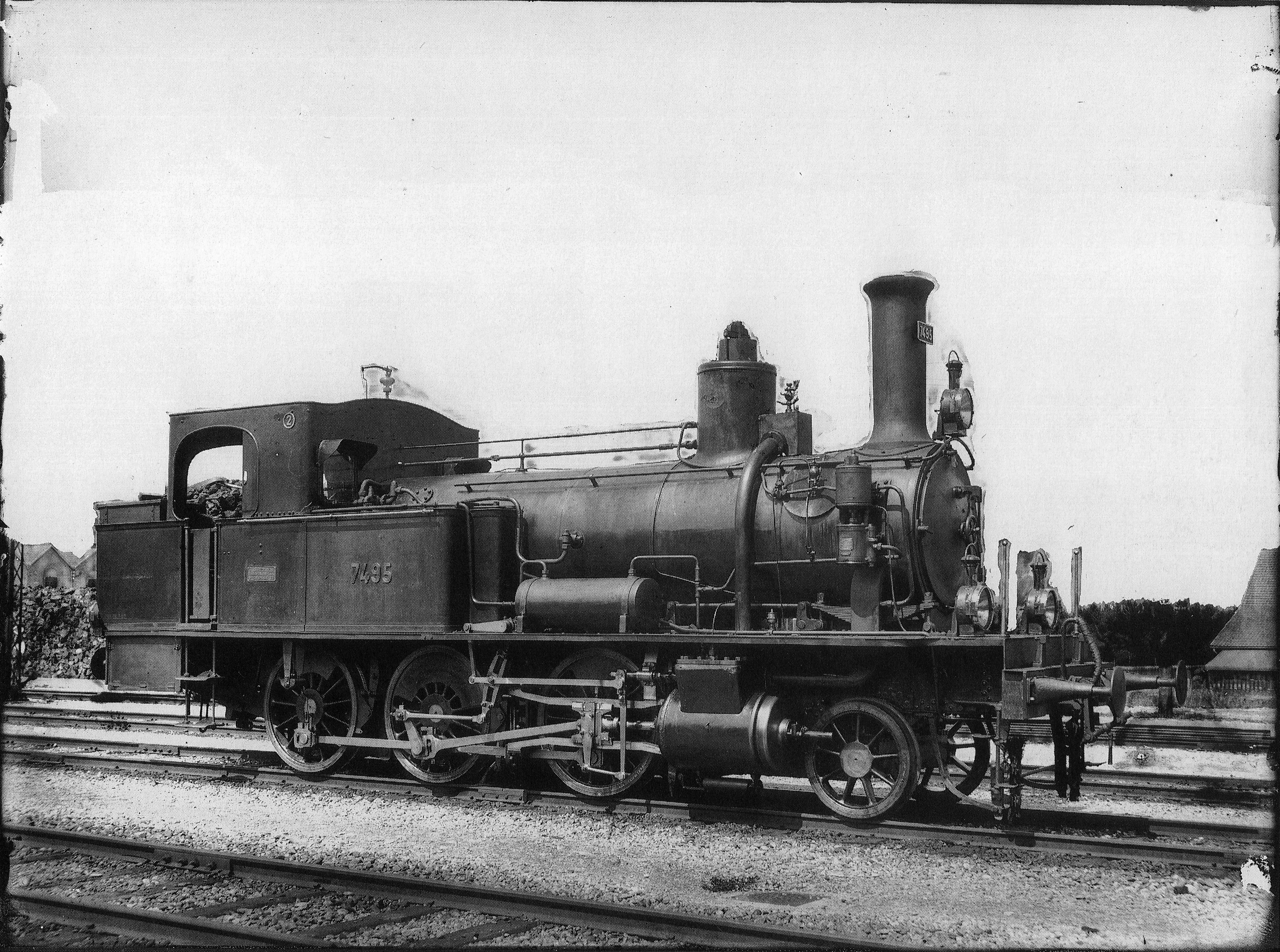
Tender-Lok der Serie B

Obschon die SNB in wirtschaftlicher Hinsicht ein Fiasko war, so setzte sie im Bereich des Rollmaterials neue Massstäbe und besass die damals modernsten Fahrzeuge aller Schweizer Bahngesellschaften. Sie erhielt zwischen 1874 und 1877 insgesamt 18 Dampflokomotiven der Schweizerischen Lokomotiv- und Maschinenfabrik (SLM) in Winterthur, die zu drei Baureihen gehörten. Die SNB besass keine eigene Bahnwerkstätte, weshalb die SLM alle grösseren Unterhaltsarbeiten, Reparaturen und Nachrüstungen in ihrem Werk selbst ausführte.
Zur Serie «A» (gemäss den nachträglich eingeführten einheitlichen Schweizer Bauartbezeichnungen als SNB Eb 3/4 bezeichnet) gehörten zwölf Schnellzug-Tenderlokomotiven mit einer Länge von 10,59 m, einem Dienstgewicht von 43,5 t und einer Höchstgeschwindigkeit von 75 km/h. Sie waren die ersten, die in der Schweiz als «Mogul»-Typ mit der Achsfolge 1’C konstruiert wurden, also mit einer Laufachse und drei Treibachsen. Unter dem Druck der Konkurrenz zweifelte das Eisenbahndepartement die Sicherheit an, woraufhin die SLM bei den Laufachsen radial verschiebbare Achsbüchsen montierte.
Die Serie «B» (SNB Ed 3/4) umfasste vier Tenderlokomotiven für den Güterverkehr. Sie waren praktisch baugleich mit der Serie «A», hatten aber kleinere Treibräder (1300 statt 1600 mm Durchmesser) und eine reduzierte Höchstgeschwindigkeit von 55 km/h. Serie «C» (SNB Ed /3/3) bestand aus zwei leistungsfähigen Tenderlokomotiven für den Mischverkehr, ein Nachfolgemodell der im Jahr 1870 von Krauss an die Vereinigten Schweizerbahnen (VSB) ausgelieferten TB E 3/3. Für das SLM-Modell konstruierte Charles Brown eine neuartige Steuerung: Die Kulisse für die Umsteuerung von vor- auf rückwärts und die Dampffüllung der Zylinder befanden sich direkt unter dem Führerhaus.
Nach dem Konkurs übernahm die Nordostbahn alle zwölf Lokomotiven der Serie «A» und nutzte sie bis 1901 weiter. Die sechs übrigen Lokomotiven der Serien «B» und «C» gelangten – teilweise über Zwischenhändler – nach Frankreich. Die 1902 gegründeten Schweizerischen Bundesbahnen übernahmen keine der ehemaligen SNB-Lokomotiven. Eine Lokomotive der Serie «C», die 1881 von der Emmentalbahn nachbestellt worden war, stand bis 1933 im Einsatz. Sie blieb erhalten und wurde 1960 dem Verkehrshaus der Schweiz in Luzern geschenkt.
Innovativ war die SNB auch im Bereich der Eisenbahnräder. Bisher (und noch weit ins 20. Jahrhundert) wurden Wagen eingesetzt, deren Räder aus schmiedeeisernen Speichen und Radreifen bestanden. Der nach Ungarn ausgewanderte Schweizer Giesser Abraham Ganz entwickelte in den 1860er Jahren ein Verfahren zur rationellen Herstellung von Eisenbahnrädern aus einem einzigen Schalenguss. In der Schweiz war die SNB die erste Bahngesellschaft, die solche Räder nutzte. Die NOB schikanierte die SNB, indem sie auf ihren Gleisen Wagen mit Schalengussrädern «aus Sicherheitsgründen» verbieten wollte, da die neue Technik noch zu wenig erprobt sei. Das hinderte die NOB jedoch nicht daran, von den VSB und den österreichischen k.k. Staatsbahnen Schalengussräderwagen zu übernehmen und auf dem eigenen Netz einzusetzen.

## Heutige Nutzung
Von wenigen Ausnahmen abgesehen bestehen die von der Nationalbahn betriebenen Strecken bis heute.

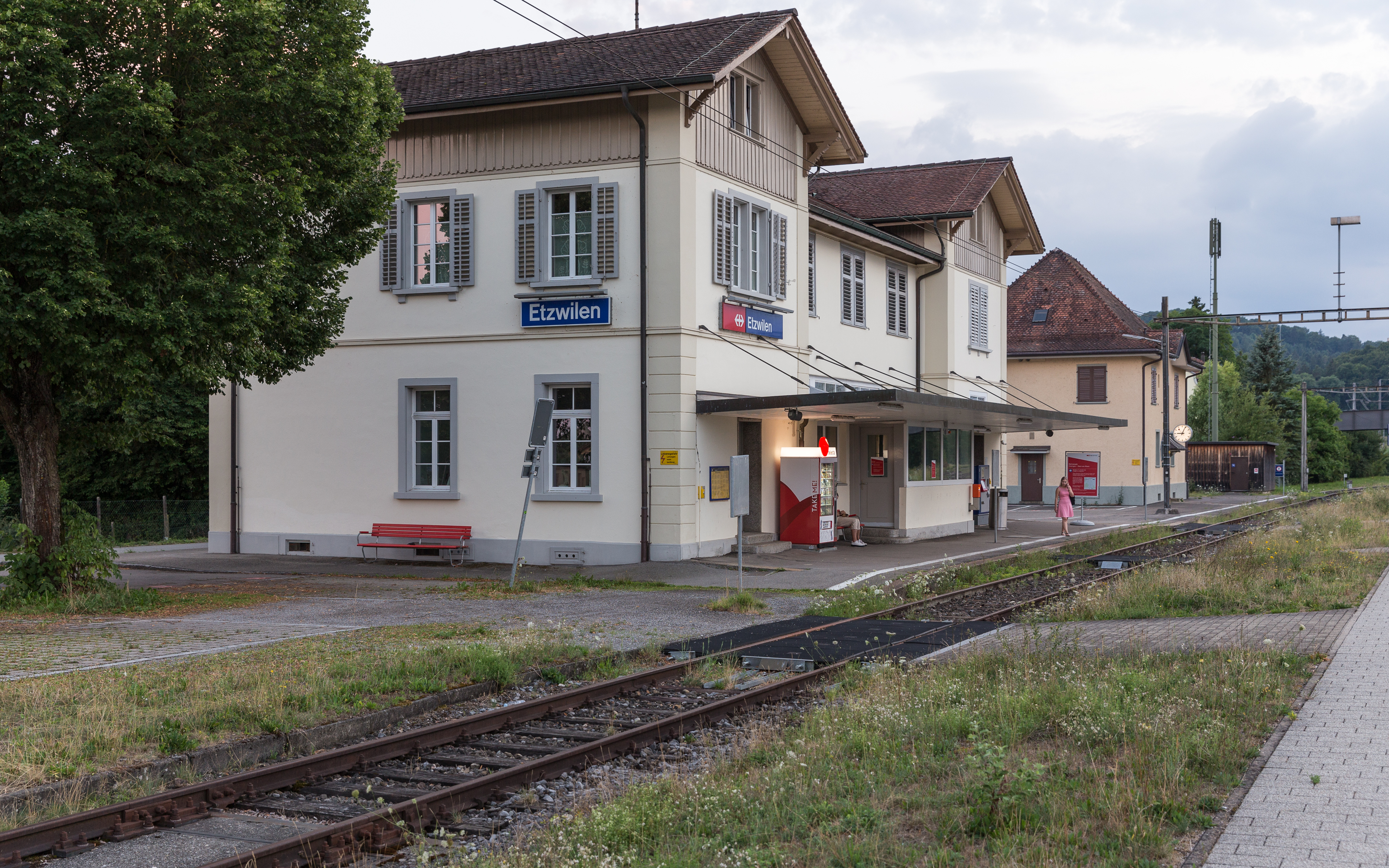
Bahnhof Etzwilen (2017)

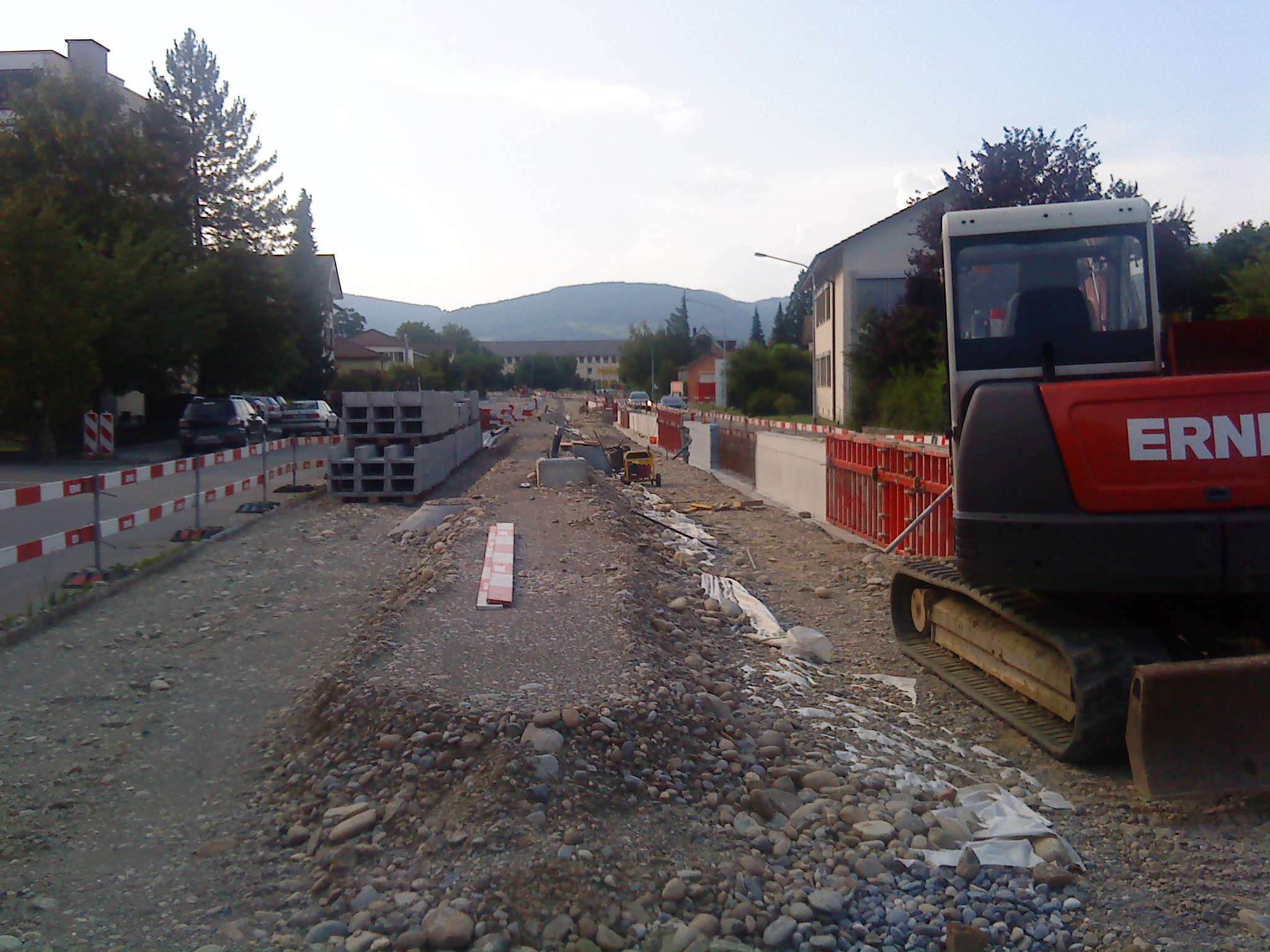
Umbau der Bahnstrecke Aarau–Suhr auf Meterspur (2009)

Die Bahnstrecke Etzwilen–Kreuzlingen Hafen dient hauptsächlich dem Regionalverkehr und wird von der Linie S1 der S-Bahn St. Gallen (Schaffhausen–Romanshorn–St. Gallen–Wil) befahren. Auf dem Abschnitt Konstanz–Kreuzlingen verkehren der InterRegio Konstanz–Weinfelden–Zürich, der RegioExpress St. Gallen–Kreuzlingen Hafen–Konstanz–Kreuzlingen und die Linie S14 (Konstanz–Kreuzlingen–Weinfelden).
Die Bahnstrecke Winterthur–Etzwilen mit der Weiterführung nach Stein am Rhein wird von der S29 der S-Bahn Zürich (Winterthur–Stein am Rhein) betrieben. Die Thurbrücke Ossingen, die dabei passiert wird, ist die bedeutendste in der Schweiz noch erhaltene Gitterträgerbrücke mit eisernen Pfeilern und ist als Kulturgut von nationaler Bedeutung eingestuft.
Auf der Bahnstrecke Etzwilen–Singen stellten die SBB den Personenverkehr am 31. Mai 1969 ein. Die Strecke wurde nie elektrifiziert, sondern bis 12. Dezember 2004 von Zügen der rollenden Landstrasse genutzt, die mit Diesellokomotiven bespannt waren. Seit dem 1. August 2007 verkehren die Dampfzüge der Museumsbahn Etzwilen–Singen auf der ehemaligen Nationalbahnstrecke. Das markanteste Bauwerk ist die Rheinbrücke bei Hemishofen, die als Kulturgut von regionaler Bedeutung eingestuft ist.
Die Bahnstrecke Wettingen–Effretikon wird ebenfalls von Zügen der S-Bahn Zürich befahren. Die Linie S6 (Baden–Zürich HB–Uetikon) nutzt den Abschnitt zwischen Wettingen und Seebach, die Linie S7 (Winterthur–Zürich HB–Meilen–Rapperswil) jenen zwischen Opfikon und Effretikon. Die «Konkurskurve» zwischen Opfikon und Seebach wurde am 26. Mai 1909 wegen Nichtgebrauch ausser Betrieb genommen und abgebaut. Zu Beginn des Zweiten Weltkrieges bauten die SBB diese Verbindung eilends wieder auf und übergaben sie am 15. November 1939 dem Betrieb, damit der West-Ost-Verkehr bei einer allfälligen Zerstörung der Bahnanlagen in Zürich-Oerlikon hätte aufrechterhalten werden können. Güterzüge können Zürich mit der Bahnstrecke Wettingen–Effretikon nördlich umfahren; über eine 1980 erbaute Verbindung zwischen Würenlos und Killwangen-Spreitenbach gelangen die Güterzüge aus der Ostschweiz direkt in den Rangierbahnhof Limmattal. Von 1905 bis 1909 nutzte die Maschinenfabrik Oerlikon das Teilstück Seebach–Wettingen zur Erprobung der elektrischen Zugförderung mit Einphasenwechselstrom.
Auf der Bahnstrecke Zofingen–Wettingen wird der Abschnitt zwischen Lenzburg und Zofingen von der Linie S28 der S-Bahn Aargau befahren. Dieser Streckenteil wird im Volksmund – abgeleitet von Nationalbahn – als «Nazeli» bezeichnet. Der Abschnitt zwischen Lenzburg und der Abzweigung Gruemet bei Mellingen ist in die am 22. Mai 1975 eröffnete Heitersbergstrecke integriert und bildet einen Teil der wichtigsten West-Ost-Eisenbahnverbindung der Schweiz. Der Personenverkehr zwischen der Abzweigung Gruemet und Wettingen wurde am 12. Dezember 2004 eingestellt. Der Güterverkehr nutzt weiterhin diesen Abschnitt zur Bedienung des Tanklagers Mellingen und der Anschlussgleise in Baden.
Die Bahnstrecke Aarau–Suhr wurde am 12. Dezember 2004 für den Personen- und Güterverkehr stillgelegt, vier Jahre später begann die Umspurung auf Meterspur. Seit dem 22. November 2010 wird die Strecke von der Wynental- und Suhrentalbahn zwischen Aarau und Menziken befahren. Dadurch konnte ein strassenbahnähnlicher Abschnitt in Aarau und Suhr ersetzt werden.